# Clarisa Hardy
Clarisa Rut Hardy Raskovan (Buenos Aires, 15 de diciembre de 1945) es una psicóloga, antropóloga, ensayista, académica y política argentina nacionalizada chilena de origen judío, miembro del Partido Socialista (PS). Fue ministra de Estado durante el primer gobierno de la presidenta Michelle Bachelet.

## Familia y estudios
Nacida en el seno de una familia judía, sus abuelos paternos Julius Hirsch Hardy y Elisa Kunin, originarios de Inglaterra y de antecedentes rabinos, viajaron a Sudamérica escapando de las persecuciones del nacionalsocialismo en Rusia y Alemania, estableciéndose en Argentina. Durante las persecuciones que sufrirían por varios años, ésa rama familiar cambió su apellido "Hirsch" a "Hardy". Es una de los tres hijos del matrimonio formado por el cineasta argentino Boris Hardy, (nacido Boris Hirsch) y Sara Elena Raskovan, fallecida en 2008 producto de un cáncer. Clarisa llegó junto a su familia a Chile a los cinco años de edad.
Estudió en la Scuola Italiana de la capital, luego psicología en la Universidad de Chile y Chile. Fue dirigente estudiantil y militante del Movimiento Universitario de Izquierda (MUI), posteriormente alcanzó un diplomado en antropología social en la Universidad de Oxford, en el Reino Unido.
Está separada y es madre de dos hijos; Marco y Ariel, ambos nacidos en la década de 1970.

## Carrera profesional y pública
Sus responsabilidades en políticas públicas empezaron en 1972, bajo el gobierno del presidente Salvador Allende, cuando asumió como jefa del Departamento de Relaciones Laborales de la Subgerencia de Consumo Corriente de la estatal Corporación de Fomento de la Producción (Corfo).
En 1974 dejó Chile para trabajar como profesora de la Facultad de Psicología de la Universidad Nacional Autónoma de México (UNAM). En este mismo país, en 1982 y 1983, se desempeñó como investigadora del Centro de Estudios Económicos y Sociales del Tercer Mundo (Ceestem).
En 1983 regresó a Chile, donde destacaría por su labor en el área social. En 1990, asumió como jefa del Departamento de Programas Sociales del Fondo de Solidaridad e Inversión Social (Fosis), del Ministerio de Planificación y Cooperación. Luego fue nombrada secretaria ejecutiva del Comité Interministerial Social del Gobierno. En 1990 además, obtuvo finalmente la nacionalidad chilena.
En 1994 inició sus labores en la Fundación Chile 21, un centro de reflexión socialista fundado por Ricardo Lagos, como responsable del taller social. En 1996 asumió como coordinadora del Área de políticas sociales. En paralelo trabajó también como asesora del ministro del Trabajo y Previsión Social y del ministro secretario general de Gobierno.
En 2000 fue nombrada directora ejecutiva de Fundación Chile 21, sitio donde desarrolló numerosos proyectos en el área social. En el mismo año integró en forma paralela al consejo asesor del Servicio Nacional de la Mujer (Sernam). Permaneció en el puesto gubernamental 2005.
El 11 de marzo de 2006, fue nombrada por Bachelet como ministra de Planificación, siendo la cuarta mujer en la titularidad del cargo, el cual dejó el 8 de enero de 2008.
En 2014, asumió como directora general del think tank progresista Fundación Dialoga, tras la renuncia de Michelle Bachelet, quien acababa de ser electa presidenta del país para un segundo mandato.
Desde 2015 desempeña como presidenta del directorio del Instituto Igualdad, centro de estudios creado por el Partido Socialista de Chile.

## Obras
- Los talleres artesanales de Conchalí. Programa de Economía del Trabajo (PET), Santiago, 1986.
- Hambre + Dignidad = Ollas Comunes. Programa de Economía del Trabajo (PET), Santiago, 1986.
- Organizarse para vivir. Pobreza urbana y organización popular. Programa de Economía del Trabajo (PET), Santiago, 1987.
- La ciudad escindida. Programa de Economía del Trabajo (PET), Santiago, 1989.
- Derechos ciudadanos (coescrito junto a Pablo Morris). 2001
- Equidad y protección social. Desafíos de políticas sociales en América Latina, 2004
- Ideas para Chile. 2010
- Estratificación social en América Latina: retos de cohesión social. 2014